# Amphorocalyx
Amphorocalyx là chi thực vật có hoa trong họ Mua.